# Лэй (буква)
Лэй (𐍛, коми лэй, также лей и леи) — двенадцатая буква древнепермского алфавита, использовавшегося для записи языка коми и в качестве тайнописи старорусского языка.

## Использование
Буква 𐍛 обозначала звук [l], что соответствует кириллической букве Л л в алфавите Молодцова и современном алфавите. Кроме того, обозначала палатализованный звук [lʲ], в этом случае могла помечаться надстрочным знаком (𐍛̀). В этом значении буква соответствует Ԉ ԉ в алфавите Молодцова и Л л (перед е, ё, и, ь, ю, я) в современном алфавите. В русских тайнописных текстах также соответствует кириллической л.
Также использовалась для обозначения числа 30 (иногда в сочетании с титлом, аналогично кириллической системе счисления).

## Название
В списках встречаются варианты названия леи и лей. В. И. Лыткин полагает, что первоначальным названием буквы было лэй. Слово лэй в языке коми не имеет значения.
В некоторых списках буква вовсе отсутствует.

## Начертание
Происхождение буквы, предположительно, связано с русской буквой л и, через неё, с греческой буквой λ.
Буква лэй имеет большое разнообразие вариантов начертания.

## Кодировка
Буква была закодирована в блоке Юникода «Древнепермское письмо» (англ. Old Permic) в версии 7.0, вышедшей 16 июня 2014 года, под кодом U+1035B.